# Гротенгельм, Александр Александрович
Александр Александрович Гротенгельм (нем. Alexander Eduard Magnus von Grotenhjelm; 24 мая (5 июня) 1831 — 23 июня (5 июля) 1899) — российский генерал-лейтенант, герой обороны Севастополя, комендант Очакова.

## Биография
Из эстляндских дворян. Сын полковника Александра Максимовича Гротенгельма (1790—?) и Шарлотты Вильгельмины, ур. Насакен (1797—1872). Племянник генерал-лейтенанта М. М. Гротенгельма.
Воспитывался с 19 октября 1842 года в Морском кадетском корпусе. 25 августа 1846 года произведён в гардемарины. Выпущен мичманом 13 июня 1848 года на Черноморский флот, служил на пароходофрегате «Владимир» и корабле «Двенадцать апостолов». 1 ноября 1850 года вышел в отставку. Вновь поступил на службу в 1852 году прапорщиком во Владимирский пехотный полк, 17 марта 1854 года произведён в подпоручики.
Во время Крымской войны участвовал в Альминском сражении, где был ранен штуцерной пулей в голову, под Балаклавой и Инкерманом, с 25 марта по 27 августа 1855 года состоял в Севастопольском гарнизоне, где был несколько раз ранен: 26 апреля в правую теменную кость, 27 апреля контужен в левое колено, 27 августа при штурме города — штуцерной пулей в затылочную кость. За отличие был произведён в поручики и штабс-капитаны.
После войны продолжил военную службу. 6 февраля 1872 года подполковник Гротенгельм назначен командиром 2-го Оренбургского линейного батальона, с которым принял участие в Хивинском походе. В 1877—1887 гг. был начальником Амударьинского отдела, произведён в генерал-майоры 30 августа 1882 года.
В 1887—1890 гг. был командиром 1-й бригады 8-й пехотной дивизии, удостоился Высочайшего благоволения. 22 августа 1890 года назначен комендантом Очаковской крепости, в генерал-лейтенанты произведён 30 августа 1893 года. Вышел в отставку в 1894 году, после чего поселился в имении Депкинсгоф под Ригой, где и скончался в ночь с 23 на 24 июня 1899 года от рака горла. Похоронен на приходском кладбище в Катлакалне.

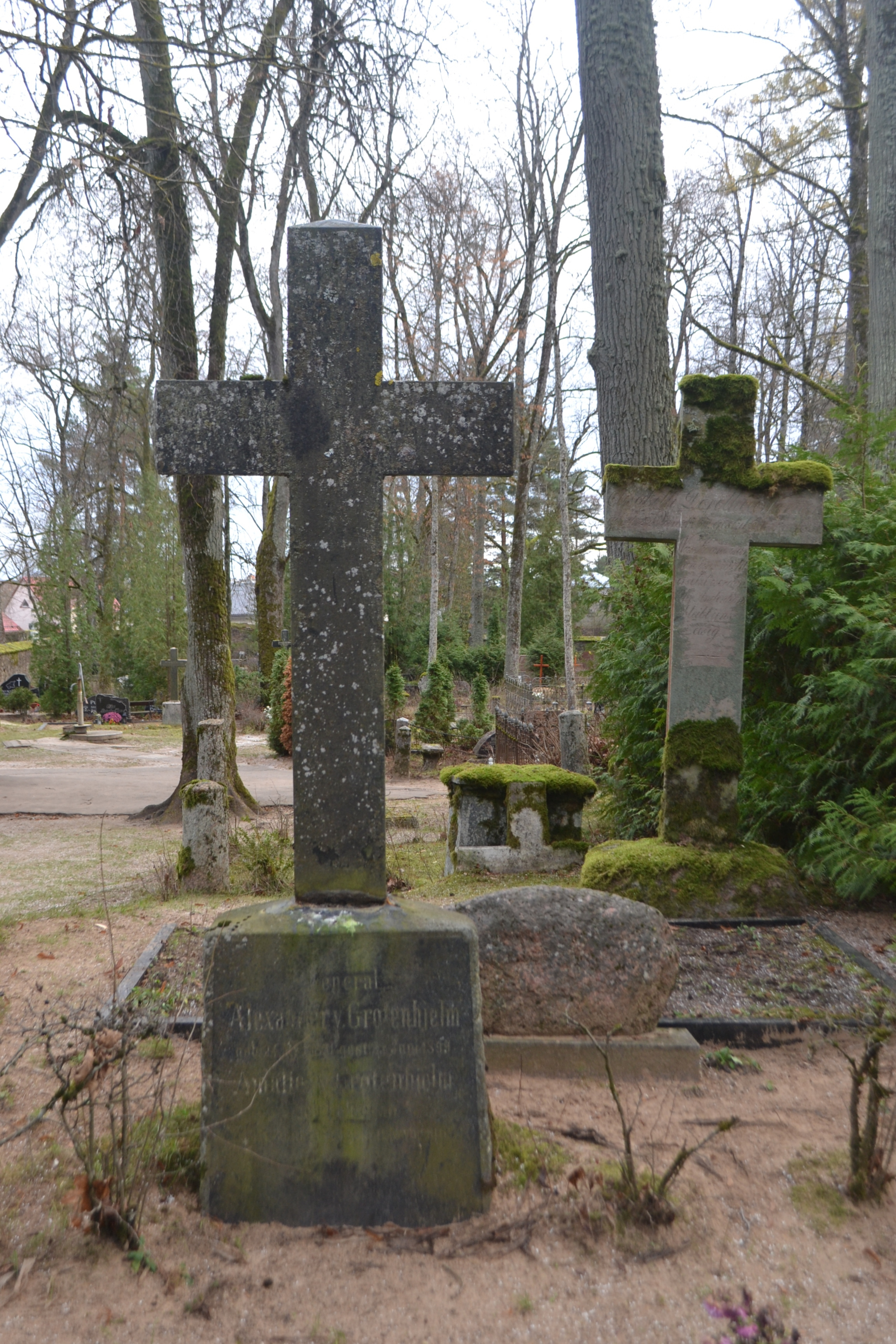
Могила на Катлакалнском кладбище

## Награды
- Орден Св. Владимира 4-й ст. с бантом (1854) — за отличие в Альминском сражении
- Орден Св. Анны 4-й ст. (1854)
- Золотая полусабля с надписью «За храбрость» (30 июня 1855) — за отличие при обороне Севастополя
- Орден Св. Станислава 2-й ст. (1867)
- Орден Св. Анны 2-й ст. с мечами (1873, императорская корона к ордену в 1874)
- Орден Св. Владимира 3-й ст. (1878)
- Орден Св. Станислава 1-й ст. (1883)
- Орден Св. Анны 1-й ст. (1885)
- Орден Св. Владимира 2-й ст. (1890)

## Семья
Был женат на Амалии Леман (12.10.1843 — 11.11.1911), внучке Гарлиба Меркеля. В браке было 2 детей, в том числе сын Алекандр Александрович (1870—?).